# Tashan-e-Ishq
 (janvier 2025).
Si vous disposez d'ouvrages ou d'articles de référence ou si vous connaissez des sites web de qualité traitant du thème abordé ici, merci de compléter l'article en donnant les références utiles à sa vérifiabilité et en les liant à la section « Notes et références ».
 (mai 2024).
La mise en forme du texte ne suit pas les recommandations de Wikipédia : il faut le « wikifier ».
Les points d'amélioration suivants sont les cas les plus fréquents :
- Les titres sont pré-formatés par le logiciel. Ils ne sont ni en capitales, ni en gras.
- Le texte ne doit pas être écrit en capitales (les noms de famille non plus), ni en gras, ni en italique, ni en « petit »…
- Le gras n'est utilisé que pour surligner le titre de l'article dans l'introduction, une seule fois.
- L'italique est rarement utilisé : mots en langue étrangère, titres d'œuvres, noms de bateaux, etc.
- Les citations ne sont pas en italique mais en corps de texte normal. Elles sont entourées par des guillemets français : « et ».
- Les listes à puces sont à éviter, des paragraphes rédigés étant largement préférés. Les tableaux sont à réserver à la présentation de données structurées (résultats, etc.).
- Les appels de note de bas de page (petits chiffres en exposant, introduits par l'outil «  Source ») sont à placer entre la fin de phrase et le point final[comme ça].
- Les liens internes (vers d'autres articles de Wikipédia) sont à choisir avec parcimonie. Créez des liens vers des articles approfondissant le sujet. Les termes génériques sans rapport avec le sujet sont à éviter, ainsi que les répétitions de liens vers un même terme.
- Les liens externes sont à placer uniquement dans une section « Liens externes », à la fin de l'article. Ces liens sont à choisir avec parcimonie suivant les règles définies. Si un lien sert de source à l'article, son insertion dans le texte est à faire par les notes de bas de page.
- La présentation des références doit suivre les conventions bibliographiques. Il est recommandé d'utiliser les modèles {{Ouvrage}}, {{Chapitre}}, {{Article}}, {{Lien web}} et/ou {{Bibliographie}}. Le mode d'édition visuel peut mettre en forme automatiquement les références.
- Insérer une infobox (cadre d'informations à droite) n'est pas obligatoire pour parachever la mise en page.

Pour une aide détaillée, merci de consulter Aide:Wikification.
Si vous pensez que ces points ont été résolus, vous pouvez retirer ce bandeau et améliorer la mise en forme d'un autre article.
Tashan-e-Ishq (टशन-इ-इश्क़), Le Combat pour l'amour en français, est une série télévisée indienne de 22 minutes, diffusée entre le 10 août 2015 et le 16 septembre 2016 sur Zee TV. En pays francophones, elle a d'abord été diffusée sur RTI 2 puis sur Passion Bollywood où elle s'est récemment terminée le 9 janvier 2025.

## Synopsis
La série tourne autour d'un triangle amoureux entre Yuvraj dit Yuvi Luthra, Twinkle Taneja et Kunj Sarna, alors que le premier, guidée par l'esprit de vengeance de sa mère, envisage de mettre fin à l'histoire d'amour fleurissant des deux derniers. Dans le climax de la première saison, il finit par changer, à se retourner contre l'autorité de sa mère et à soutenir Twinkle après la mort présumée de Kunj.
La saison 2 commence par une ellipse de cinq ans, à la suite de laquelle Kunj, arborant un nouveau visage, fait son grand retour en tant que Rocky, une star de la boxe. Avec sa complice, la docteure Simple, il prévoit de prendre sa revanche non seulement sur Yuvraj qu'il croit responsable de son meurtre, mais aussi Twinkle qui s'est remarié avec son rival. En cours de saison, il finit par comprendre que tout ceci n'est qu'un affreux malentendu, et renoue avec sa dulcinée. Mais c'est sans compter sur Yuvraj qui, pour ne pas perdre Twinkle, reprend ses vieilles habitudes. Dans le climax de la saison, il renonce toutefois à ses sentiments, puis tombe amoureux de Simple. Cette dernière et lui finissent mariés, le même jour que les noces de Twinkle er Kunj.

## Distribution

### Personnages principaux
- Jasmin Bhasin dans le rôle de Twinkle Taneja Sarna : la fille aînée de Leela et Raminder ; la sœur de Mahi ; l'ex-femme de Yuvraj ; la femme de Kunj
- Sidhant Gupta  dans le rôle de Kunj Sarna : fils aîné d'Usha et Manohar ; frère d'Anand ; cousin de Cherry ; mari de Twinkle 
  - Naman Shaw introduit comme Rocky Singh[style à revoir], dans le rôle de Kunj Sarna
- Zain Imam dans le rôle de Yuvraj « Yuvi » Luthra : fils d'Anita et Akshay ; beau-fils de Surjeet ; demi-frère de Cherry ; ex-mari de Mahi et Twinkle ; mari de Simple
- Neha Narang dans le rôle de Simple Yuvraj Luthra (née Singh) : Complice et intérêt amoureux[anglicisme à remplacer] de Kunj puis épouse de Yuvraj en fin de saison 2

### Personnages secondaires
- Vaishnavi Mahant dans le rôle de Leela Oberoi Taneja
- Eva Grover / Anjali Mukhi dans le rôle d'Anita Raichand Sarna
- Tanushree Kaushal dans le rôle de Nirmala "Bebe" Sarna *Amin dans le rôle d'Usha Sarna
- Bobby Parvez dans le rôle de Manohar Sarna
- Jatin Sial dans le rôle de Raminder « RT » Taneja
- Shritama Mukherjee dans le rôle de Mahi Taneja/Devika Khanna (née Luthra)
- Neha Narang dans le rôle de Simple Yuvraj Luthra (née Singh)
- Nasirr Khan dans le rôle de Surjeet Sarna
- Sonika Chopra dans le rôle de *Pinni Oberoi : l'épouse de Raman
- Ashwin Kaushal dans le rôle de Raman Oberoi
- Vishal Gupta dans le rôle d'Anand Sarna
- Rishina Kandhari dans le rôle de Nikki Sarna
- Raj Singh dans le rôle de Cherry Sarna
- Simran Sharma dans le rôle de Chinki
- Anannya Kolvankar dans le rôle de Prisha
- Ram Sethi dans le rôle de Suryendra alias Nanaji
- Beena Banerjee dans le rôle de Preeto
- Sonica D'Souza dans le rôle d'Alisha
- Abhilash Chaudhary dans le rôle de Rocky Singh
- Ajit Singh Hada dans le rôle de Sonu Oberoi
- Apoorv Singh dans le rôle de Sunny Bhalla
- Charu Asopa dans le rôle du Dr Pallavi Chaddha
- Priya Shinde dans le rôle de Maya
- Samir Harhash dans le rôle de Yuvraj Singh Pratap

## Anecdote
- Sidhant Gupta qui interprète Kunj Sarna de l'écran a quitté la série en fin de première saison. 
  - Il sera remplacé par Naman Shaw dans la saison 2, alors que la chirurgie plastique est choisie comme excuse pour justifier son changement d'apparence à l'écran.
- Certains acteurs issus d'autres feuilletons indiennes font de brèves apparitions tout au long de la série. C'est le cas de :
  - Ravi Dubey et Nia Sharma du Gendre Parfait, assistant aux rituels du premier mariage de Kunj et Twinkle.
  - Sriti Jha, l'héroïne de première génération des Changements du destin